# Lars Larsen-Ledet
 Der er flere personer med dette navn, se Lars Larsen (flertydig).
Lars Larsen-Ledet (født 10. september 1881 i Løkken, død 10. juli 1958 i Århus) var en dansk journalist, forfatter og afholdsagitator.
Han studerede ved Sorbonne og Oxford University og blev i 1903 uddannet journalist. Efter at have arbejdet for flere aviser, bl.a. den radikale Jydsk Morgenblad i Århus i 1905 blev han allerede i 1906 redaktør af afholdsbevægelsens avis, Afholdsdagbladet. Han fortsatte som redaktør helt frem til 1936, hvor bladet gik ind, og til 1947 arbejdede han for bevægelsen. Bladet var talerør for den danske afholdsbevægelse, der bl.a. agiterede for et nationalt alkoholforbud.

## Politisk karriere
I 1905 var han et af de stiftende medlemmer af Det Radikale Venstre og var medlem af partiets hovedbestyrelse 1912-1921. Han var republikaner og antimilitarist, medlem af Dansk Fredsforening (nu FN-forbundet) og Aldrig Mere Krig. Omkring 1930 meldte han sig ud af Det Radikale Venstre og ind i Socialdemokratiet, da han mente, at afholdssagen blev bedre varetaget i dette parti. Han var medlem af Viby Sogneråd 1917-1921. I 1913 og 1920 var han folketingskandidat for Det Radikale Venstre og i 1935 for Socialdemokratiet uden at opnå valg nogen af gangene.
Larsen-Ledet fik fem børn, Grete (1909-1998), Clement (1915-1984), Tine (1918-1919), Tine (1919-1991) og Dorte (1927-1975).
Lars Larsen-Ledet er begravet på Viby Kirkegård i Århus. I Århus er en gade opkaldt efter ham.

## Literatur
- Henning Sørensen (2014): Ned med den fordømte snaps. En biografi om Lars Larsen-Ledet, ISBN 8770704627